# Pavle Đurišić
Pavle Đurišić (serb. Павле Ђуришић; ur. 9 lipca 1907 w Podgoricy, zm. 20 kwietnia 1945 w Starej Gradišce) – serbski podpułkownik czetników i wojewoda komski, kolaborant odpowiedzialny za czystki etniczne, dowódca oddziałów czetnickich w Czarnogórze i Sandżaku podczas II wojny światowej.

## Życiorys
Uczył się w szkole powszechnej w Podgoricy, a następnie gimnazjum w Beranach. W latach 1927–1930 szkolił się w akademii wojskowej, którą ukończył w stopniu podporucznika. Do 1931 roku służył w 10. pułku piechoty w Sarajewie. Następnie ukończył szkołę oficerską w Sarajewie, awansując na porucznika. W latach 1934–1937 służył w 48. pułku piechoty w Beranach. W 1937 roku uzyskał awans do stopnia kapitana, obejmując dowództwo batalionu w 48pp. Po zajęciu Albanii przez wojska włoskie w kwietniu 1939 roku, jego pułk został przeniesiony do Plavu.
Brał udział w wojnie z Niemcami i Włochami w kwietniu 1941, 17 kwietnia odparł atak wojsk włoskich na Berane. Po kapitulacji Jugosławii udał się w górzyste rejony Czarnogóry, rozpoczynając walkę partyzancką. W listopadzie 1941 udał się do Serbii, gdzie spotkał się z pułkownikiem Dragoljubem Mihailoviciem, który przewodniczył konspiracyjnemu ruchowi czetnickiemu. Został mianowany komendantem wszystkich sił czetnickich w Sandżaku, po czym na początku 1942 roku powrócił do swoich oddziałów.

### W ruchu czetnickim
Na początku stycznia 1942 roku spotkał się z Mihailoviciem, od którego dostał szczegółowe instrukcje zawierające wskazówki ludobójstwa i eksterminacji ludności muzułmańskiej z Sandżaku oraz Chorwatów i muzułmanów z Bośni. Historycy tacy jak Lucien Karchmar, Stevan K. Pavlowitch i Noel Malcolm uważają, że dokument ten został sfałszowany przez samego Đurišicia i miał być wykorzystany przeciwko Mihailovicowi. Matteo J. Milazzo, Jozo Tomasevich i Sabrina P. Ramet uważają, że dokument jest autentyczny i przypisują autorstwo instrukcji Mihailoviciowi. Đurišić miał początkowo mały wpływ na ludność czarnogórską i nie był w stanie podjąć walki z Włochami lub konkurencyjnymi oddziałami partyzanckimi. Na początku 1942 roku jego oddział stał się bardziej aktywny we wschodniej Czarnogórze i Sandżaku, gdzie podjął akcje represyjne wobec muzułmanów. Czetnicy w styczniu i lutym 1942 roku zajęli Kolašin, zabijając tam ponad 300 osób uznanych za realną lub potencjalną opozycję. Zwłoki ofiar wrzucili do dołów nazwanych „psim” cmentarzem. Na początku marca 1942 roku Đurišić zawarł jedno z pierwszych porozumień o kolaboracji czetników z Włochami. W maju 1942 roku zaatakował i pokonał oddział partyzantki antyfaszystowskiej w Czarnogórze.
4 maja został schwytany wraz z kilkoma swoimi oficerami przez Niemców. Najpierw został przewieziony do Berlina, a w lipcu osadzony w obozie w Stryju. 27 sierpnia udało mu się zbiec i poprzez Węgry dostał się do Serbii. Tam jednak ponownie został aresztowany, ale dzięki interwencji gen. Milana Nedicia, szefa marionetkowego państwa serbskiego, szybko go uwolniono. Po uwolnieniu podpisał umowę z włoskim generałem Birolim, który zorganizował i uznał trzy oddziały czetników, służące jako oddziały pomocnicze do walki przeciwko partyzantom. Oddziały zostały uzbrojone i opłacone przez Włochów, a w ich skład weszło 4500 czetników, z czego 1500 znajdowało się pod dowództwem Đurišića. Wspólnie z okupantem Đurišić utworzył kolaboracyjny komitet, nazywany przez Włochów „Komitetem Nacjonalistycznej Czarnogóry”. Celem komitetu było „zniszczenie komunizmu”, lecz w praktyce podjęto też działania, które miały być skierowane przeciwko włoskim władzom okupacyjnym. W grudniu 1942 roku czetnicy z Czarnogóry i Sandżaku spotkali się na konferencji w Šahovići. Konferencja została zdominowana przez Đurišića. Đurišić przeforsował rezolucje wdrażające ekstremizm i nietolerancję oraz program, którego celem było przywrócenie przedwojennego statusu quo.
Następnie spotkał się z płk. D. Mihailoviciem, który polecił mu sformować w Czarnogórze trzy pułki czetnickie i nawiązać współdziałanie z Serbskim Korpusem Ochotniczym. Pułki powstały w Mileševie, Pljevlji i Podgoricy. Rozpoczęły się zacięte walki z komunistyczną partyzantką. Wkrótce P. Đurišić został awansowany przez gen. M. Nedicia do stopnia podpułkownika, co potwierdził płk D. Mihailović.

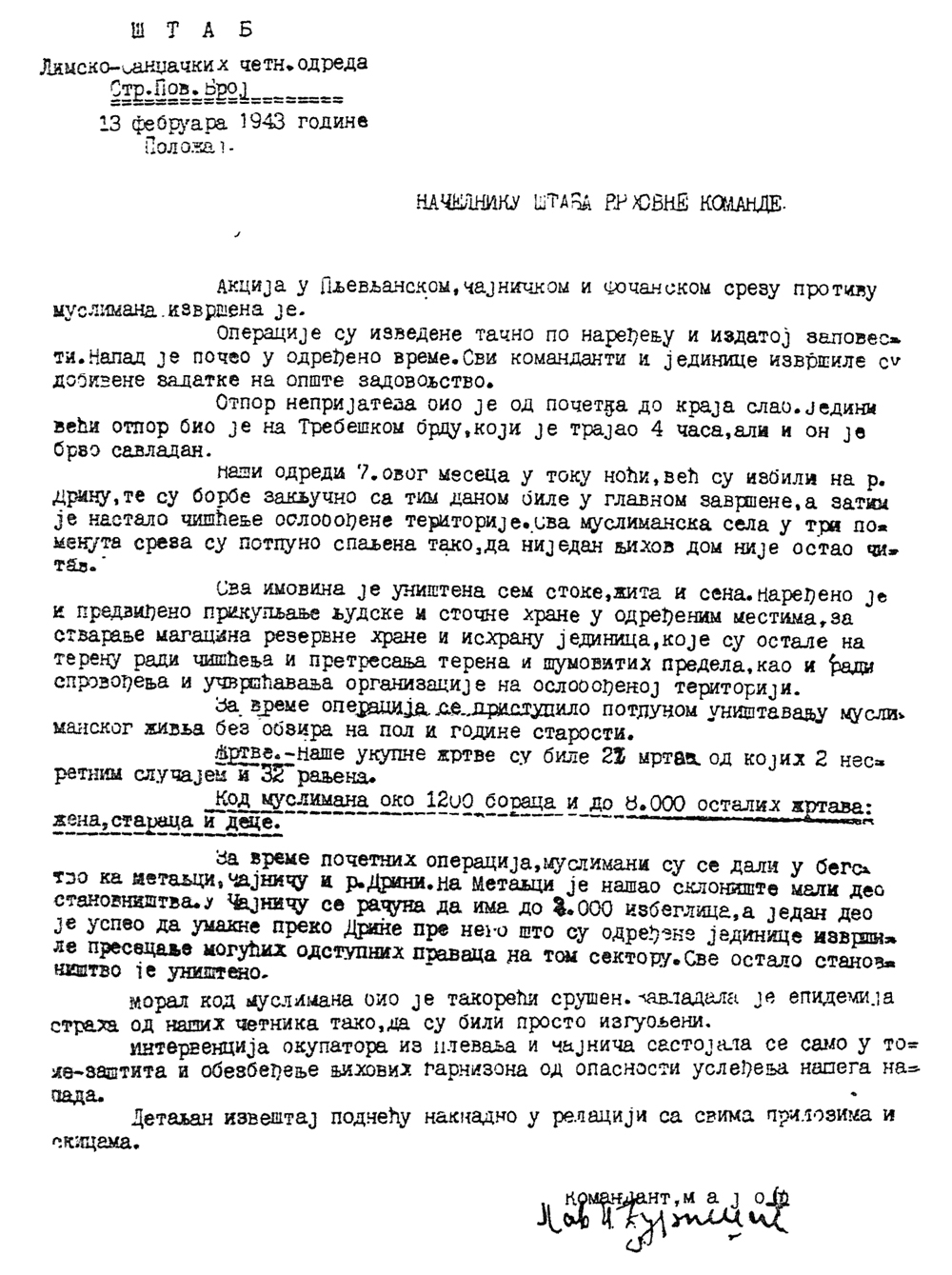
Raport Pavle Đurišicia dotyczący masakry dokonanej przez jego oddziały w miejscowościach Čajniče i Foča.

W grudniu 1942 roku, zaniepokojeni możliwością lądowania aliantów, Niemcy rozpoczęli ofensywę przeciwko partyzantom w Bośni i Hercegowinie. Wielkość ofensywy antypartyzanckiej wymagała zaangażowania Włochów i kolaborantów chorwackich, Włosi wystawili do operacji czetników, w tym Đurišicia. Raport Đurišicia z dnia 13 lutego 1943 informuje o masakrze muzułmanów w Čajničach i Fočy w południowo-wschodniej Bośni. Na początku stycznia 1943 roku dowództwo czetników nakazało Đurišiciowi eksterminację muzułmanów w Bijelo Polje w Sandżaku. 10 stycznia 1943 czetnicy Đurišicia spalili 33 wioski, zamordowali 400 żołnierzy samoobrony muzułmańskiej (również wspieranej przez Włochów), a ponadto zamordowali 1000 muzułmańskich kobiet i dzieci. W połowie lutego oddział dopuścił się kolejnych czystek etnicznych w Pljevlji, Čajničach i Fočy. W raporcie do Mihailovicia z 13 lutego Đurišić pisał o tym, że zamordował 9200 muzułmanów, w tym 1200 członków samoobrony i około 8000 kobiet, dzieci i osób starszych. W marcu zamordował on w Goraždach około 500 osób, głównie kobiet, dzieci i osób starszych, kilka kobiet zostało zgwałconych. Całkowitą liczbę ofiar zbrodni czetników Đurišicia między styczniem a lutym szacuje się na 10 tysięcy osób. Liczba ofiar mogłaby być większa gdyby nie to, że część muzułmanów uciekła przed rzezią do Sarajewa. W nagrodę za kolaborację, 11 października 1944, niemiecki generał Wilhelm Keiper w imieniu Hitlera wręczył mu Żelazny Krzyż drugiej klasy.
Po zajęciu Sandżaku i Serbii przez NOVJ marszałka Tity w połowie 1944 roku, brał udział w odprawie czetnickich dowódców w wiosce Crni Vrh, na której zdecydowano o wycofaniu oddziałów do Grecji. 28 grudnia oddziały czetnickie zostały przeorganizowane w dywizje i pułki. Rozpoczęto formowanie trzech dywizji, omladińskiego pułku, batalionu sztabowego i innych mniejszych pododdziałów. 14 lutego 1945 Đurišić spotkał się we wsi Kožuhe z płk. D. Mihailoviciem.

### Współpraca z czarnogórskimi separatystami
W tym czasie nawiązał z nim kontakt Sekula Drljević, czarnogórski separatysta, który dążył do sformowania narodowych sił zbrojnych. 22 marca w Doboju doszło do zawarcia wspólnej umowy, na podstawie której P. Đurišić uznał Radę Państwową Czarnogóry za tymczasowy organ rządzący, a jego oddziały zostały przemianowane na Czarnogórską Armię Narodową (Crnogorska narodna vojska) z nim jako operacyjnym dowódcą i S. Drljeviciem jako głównodowodzącym. W zamian S. Drljević miał zapewnić czetnikom bezpieczne przejście do Słowenii. W rzeczywistości było to porozumienie czysto taktyczne, które ostatecznie nie zostało dotrzymane. Kiedy 8 kwietnia 1945 oddziały P. Đurišicia próbowały przekroczyć granicę z Niepodległym Państwem Chorwackim, wojska chorwackie i Ustasze pod dowództwem płk. Vladimira Metikoša znienacka otoczyli je i rozbroili.
Czetnicy zostali przeorganizowani w trzy brygady w sile około 5–10 tysięcy ludzi i podporządkowani bezpośrednio dowództwu Ustaszy. Na ich czele stanął gen. Agram, a politycznym przywódcą został S. Drljević. Skierowano ich pod nazwą „Czarnogórska Armia Narodowa” w rejon Karlovaca do walki przeciwko oddziałom Josipa Broz Tity. Po tych zmianach pozycja Đurišicia uległa znacznemu pogorszeniu. Ostatecznie wraz z innymi czetnickimi oficerami został on przewieziony do obozu koncentracyjnego w miejscowości Stara Gradiška, gdzie zabili ich Chorwaci.

## Literatura (w języku serbskim)
- Радован Калабић, Равногорска Историја, Београд, 1992.
- Боривоје Карапанџић, Грађански рат у Србији 1941-1945, Београд, 1992.
- Милан Баста, Рат је завршен седам дана касније, Загреб, 1980.
- Коста Николић, Историја Равногорског Покрета, Књ 1-3, Београд, 1999.
- Милосав Самарџић, Дража Михаиловић и општа историја четничког покрета Том II, Крагујевац, 2005.
- Владимир Дедијер и Антун Милетић, Против заборава и табуа-Јасеновац (1941-1945), Сарајево, 1991.
- Саво Скоко, Крваво коло Херцеговачко, Подгорица, 1995.